# Galloway (cheval)
Le Poney de Galloway est une race de poney, originaire d'Écosse et du nord de l'Angleterre, maintenant éteinte. Elle était réputée avoir belle apparence, une poitrine large et profonde et une tendance à ambler plutôt qu'à trotter. Au XVIIIe siècle, les Galloways étaient élevés à Swaledale pour transporter le minerai de plomb.